# Li Te-šeng
Li Te-šeng (čínsky pchin-jinem Lǐ Déshēng, znaky 李德生; 4. května 1916 — 8. května 2011) byl čínský komunistický voják a politik, účastník občanské války, Dlouhého pochodu a čínsko-japonské války, po založení Čínské lidové republiky regionální vojenský velitel se do vyšších funkcí dostal během kulturní revoluce, když od roku 1968 spravoval provincii An-chuej jako předseda provinčního revolučního výboru. Mao Ce-tung si ho všiml a vyzdvihl do vysokých funkcí, od roku 1970 působil v Pekingu jako náčelník Hlavní politické správy Čínské lidové osvobozenecké armády (1970–1973) a velitel Pekingského vojenského okruhu (1971–1973). Současně byl zvolen kandidátem (1969–1973) a členem politbyra ústředního výboru (1973–1985) a místopředsedou ústředního výboru (1973–1975) Komunistické strany Číny. Roku 1973 byl přeložen na místo velitele Šenjangského vojenského okruhu (1973–1985, zahrnoval území Mandžuska), což vedlo ke ztrátě jeho politického vlivu, na druhé straně se nezapletl do politického soupeření v Pekingu ve druhé polovině 70. let.

## Život
Li Te-šeng se narodil roku 1916 v okrese Kuang-šan v provincii Che-nan. Roku 1930 se přidal k čínské Rudé armádě, následujícího roku vstoupil do Komunistického svazu mládeže Číny a roku 1930 do Komunistické strany Číny. Bojoval v občanské válce při obraně sovětské oblasti E-jü-wan, účastnil se Dlouhého pochodu v řadách 4. frontu, roku 1937 velel četě, roku 1938 už rotě, praporu v letech 1939–1943 a pluku v letech 1943–1945, po celou dobu ve 129. divizi 8. pochodové armády. V letech 1946–1949 byl Li velitelem 17. brigády a sloužil v Polní armádě centrální nížiny během kampaně Chuaj-chaj. V Korejské válce velel divizi. Při zavedení vojenských hodností roku 1955 byl jmenován generálmajorem a vrátil se do provincie An-chuej (která byla částí Nankingského vojenského okruhu). Později se stal zástupcem velitele a velitelem 12. armády v Ťiang-su. V letech 1968–1970 působil jako zástupce velitele Nankingského vojenského okruhu.
V dubnu 1968, během kulturní revoluce, se Li stal předsedou revolučního výboru provincie An-chuej (revoluční výbory převzaly v čínských provinciích civilní správu a současně i řízení místních organizací komunistické strany). V říjnu téhož roku se zúčastnil zasedání ústředního výboru KS Číny , během něhož byl Liou Šao-čchi oficiálně vyloučen ze strany. O rok později, v roce 1969, se zúčastnil IX. sjezdu KS Číny, na němž byl zvolen členem ústředního výboru, kandidátem politbyra a členem ústřední vojenské komise.
Mao Ce-tung kladně hodnotil Li Te-šengovo spravování provincie An-chuej, zejména jeho podporu levice a potlačení násilností roku 1968, a povolal ho Pekingu, zřejmě jako protiváhu vlivu generálů spjatých s Lin Piaem. V dubnu 1970 byl tak Li te-šeng jmenován náčelníkem Hlavní politické správy Čínské lidové osvobozenecké armády. V lednu 1971 byl navíc jmenován velitelem Pekingského vojenského okruhu. Současně mu (formálně) zůstalo předsednictví anchuejského revolučního výboru (do dubna 1974), po obnovení anchuejského provinčního výboru KS Číny byl v květnu 1971 zvolen jeho prvním tajemníkem (do května 1975).
V září 1971, během Lin Piaova útěku z Číny a jeho smrti, převzal Li Te-šeng vedení obrany Pekingu a kontrolu nad vojenským letectvem. V říjnu 1971 se po reorganizaci ústřední vojenské komise stal jedním z deseti členů její  pracovní konference, užšího vedení komise, které řídilo ozbrojené síly státu. V srpnu 1973 byl  X. sjezdu KS Číny zvolen členem politbyra, členem stálého výboru politbyra a místopředsedou ústředního výboru. Ačkoli se mezi pěti místopředsedy strany umístil až na posledním místě, kombinace jeho funkcí z něj učinila velmi vlivného politika. 
Mao Ce-tung však brzy začal kritizovat činnost ústřední vojenské komise a prosadil rotaci velitelů vojenských okruhů. Většina generálů, kterých se přesuny týkaly, velela svým okruhům mnoho let, zatímco Li Te-šeng zastával svou funkci v Pekingu relativně krátce, ovšem dostal se do konfliktu s Ťiang Čching a s ní spojenými radikály, převážně kvůli jeho nedostatečné podpoře kampaně „kritika Lin Piaa a Konfucia“, a ztratil Maovu podporu. V prosinci 1973 tak přešel do Mandžuska jako velitel Šenjangského vojenského okruhu, zatímco ze Šen-jangu přišel velet do Pekingskému vojenskému okruhu Čchen Si-lien. Současně Li Te-šeng ztratil vedení Hlavní politické správy.
V Šen-jangu se ocitl mimo mocenské centrum, což vedlo k poklesu jeho politického vlivu bez ohledu na vysoké funkce. V lednu 1975 rezignoval i na místopředsednictví ústředního výboru a členství ve stálém výboru politbyra (obě funkce převzal Teng Siao-pching), a v únoru 1975 vypadl z vedení ústřední vojenské komise (když byla její pracovní konference přejmenována na stálý výbor, Li Te-šeng už nebyl jmenován jeho členem), zůstal pouze řadovým členem politbyra a ústřední vojenské komise. Nadále nehrál významnou politickou roli a výrazněji se nezapojoval do politického soupeření pekingských politiků. Do ústředního výboru a politbyra byl znovuzvolen na XI. sjezdu KS Číny roku 1977 i  XII. sjezdu KS Číny roku 1982.  V Šen-jangu velel tamnímu vojenskému okruhu až do června 1985, kdy odešel na místo komisaře Univerzity národní obrany (1985–1990). Po několika měsících, v září 1985, s řadou dalších starých zasloužilých funkcionářů rezignoval na členství politbyru a ústředním výboru. Náhradou přešel do ústřední poradní komise KS Číny, v níž byl v letech 1985–1992 členem stálého výboru Při znovuzavedení vojenských hodností roku 1988 obdržel hodnost generálplukovníka.